# Поповка (Центральное сельское поселение)
Поповка — деревня в Кимрском районе Тверской области. Входит в состав Центрального сельского поселения.

## География
Находится в юго-восточной части Тверской области менее 1 км на запад по прямой от районного центра города Кимры на правом берегу речки Кимрка.

## История
Известна была с 1806 года как деревня с 4 дворами. В 1859 году здесь (деревня Корчевского уезда Тверской губернии) было учтено 5 дворов, в 1887 — 8.

## Население
Численность населения: 21 человек (1806 год), 26 (1859), 36 (1887), 3 (русские 100 %) в 2002 году, 1 в 2010.